# Adzaneta de Albaida
Adzaneta/Atzeneta  (oficialmente y en valenciano Atzeneta d'Albaida) es una localidad y municipio español situado en la parte centro-sur de la comarca del Valle de Albaida, en la provincia de Valencia, Comunidad Valenciana. Cuenta con una población de 1169 habitantes (INE 2024).

## Toponimia
El topónimo deriva del árabe الزناتة (az-Zanāta) haciendo referencia a la tribu bereber de los zenatas.

## Geografía
Integrado en la comarca de Valle de Albaida, se sitúa a 87 kilómetros de la capital provincial. El término municipal está atravesado por la Autovía del Mediterráneo (A-7), además de por carreteras locales que permiten la comunicación con Carrícola, Palomar y Albaida.
El relieve del municipio está definido por las estribaciones de la sierra de Benicadell al sur y por el valle de Albaida al norte. El terreno es bastante irregular, con bastantes barrancos. La altitud oscila entre los 740 m al sureste y los 330 m a orillas del barranco de Adzaneta. El pueblo se alza a 400 m sobre el nivel del mar.

### Localidades limítrofes
| Noroeste: Albaida | Norte: Palomar | Noreste: Carrícola                                    |
| Oeste: Albaida    |                | Este: Palomar (exclave)                               |
| Suroeste: Albaida | Sur: Albaida   | Sureste: Palomar (exclave) y Muro de Alcoy (Alicante) |

## Historia
Aunque en el término municipal se han encontrado yacimientos de la Edad del Bronce, ibéricos y romanos el origen del actual núcleo de población es una alquería de origen árabe documentada en el Llibre del Repartiment de Valencia donde figura como: "Açenet" palabra bereber que corresponde con el nombre de la gran tribu de los zenetes o zenatas, siendo la primera vez que aparece es de suponer que este fue su nombre en los últimos tiempos del dominio almohade. Dependería, con otras alquerías de la zona del cauce alto del río Albaida (algunas ya desaparecidas que han dado nombre a algunas partidas del término municipal como "Betilla"), del "hisn" o distrito de Albaida. Fue conquistada por las tropas de Jaime I como el resto de la zona por rendirse el "alcaid" a cambio de mantener las rentas de unos molinos de época musulmana que aún se conservan situados en la Acequia del Puerto, entre Adzaneta y el Castillo Viejo de Albaida (en término municipal de Albaida), tal y como figura en el Llibre del Repartiment. Estas tierras pasaron a la propiedad de Jaume de Milán, primer conde de Albaida, en 1477. Desde entonces perteneció al marquesado de Albaida, como fue denominado desde 1604, hasta que en 1787 fue declarada baronía independiente.
Después de la conquista cristiana, a los habitantes de Adzaneta, musulmanes dedicados a la agricultura y arriería, se les intentó convertir al catolicismo, aunque finalmente fueron expulsados, como el resto de moriscos valencianos, en el año 1609, lo que provocó que el marqués de Albaida hubiera de repoblar la alquería con “cristianos viejos” de Albaida principalmente, quedando constancia de ello en los apellidos dominantes en la localidad, como Soler, Tormo, Calatayud, etc.
Entre 1707 y 1787 dependió del Corregidor de Játiva. Durante 1812 y 1813 fue el punto más avanzado al que llegaron las tropas francesas en dirección hacia Alicante. Por ese motivo los franceses mantuvieron un importante destacamento militar para controlar la zona del Puerto de Albaida y sus montañas en donde actuaban guerrillas. El 27 de abril de 1812 se enfrentaron en combate contra civiles armados de las cercanías causando las tropas imperiales cerca de 150 muertos a los guerrilleros atacantes. Este enfrentamiento es conocido como la "Batalla del Raboser" por el nombre de una partida en el término de Bélgida en donde se replegaron los guerrilleros y en donde fueron vencidos por los franceses. Una de las filades cristianas de las fiestas de Moros y Cristianos de Adzaneta conmemora la batalla siendo conocida como Rabosers en rememoración de aquel hecho. El bicentenario de esta batalla fue conmemorado con diversos actos el 29 de abril de 2012 (http://www.valencia1808.com/v_09_v_142_rabosser.htm).

## Demografía
Adzaneta de Albaida cuenta con una población de 1169 habitantes (INE 2024).
| Gráfica de evolución demográfica de Adzaneta de Albaida entre 1842 y 2021                                           |
| |
| Población de derecho según los censos de población del INE Población de hecho según los censos de población del INE |

## Economía
El terreno es de secano y produce principalmente, cereales, algarrobos, olivos y almendros, a excepción de una reducida huerta que rodea el pueblo, y de donde se obtienen verduras, naranjas y frutas. Los riegos provienen de la Acequia del Puerto y de una caudalosa fuente que mana en la misma población.
Además de los trabajos agrícolas existe una actividad artesanal de tradición consistente en la manipulación del esparto. La existencia de canteras de piedra para la construcción ha dado lugar al funcionamiento de talleres de cantería que trabajan este material.
La fundición de campanas, iniciada en el siglo XVIII, ha dado renombre al pueblo. El municipio cuenta con un polígono industrial en el que diversas empresas que se dedican a la fabricación de edredones "nórdicos", ropa de hogar, menaje para limpieza del hogar e higiene personal.

## Administración y política
| Periodo   | Nombre                   | Partido   |
| --------- | ------------------------ | --------- |
| 1979-1983 | Andrés Amorós Nácher     | PP        |
| 1983-1987 | Vicente Nácher Vañó      | UCD       |
| 1987-1991 | Juan García Quilis       | PSPV-PSOE |
| 1991-1995 | Juan García Quilis       | PSPV-PSOE |
| 1995-1999 | Rafael Mompó Sanchis     | PP        |
| 1999-2003 | Rafael Mompó Sanchis     | PP        |
| 2003-2007 | Rafael Mompó Sanchis     | PP        |
| 2007-2011 | José H. Descals Guerrero | PSPV-PSOE |
| 2011-2015 | José H. Descals Guerrero | PSPV-PSOE |
| 2015-2019 | José H. Descals Guerrero | PSPV-PSOE |
| 2019-2023 | José H. Descals Guerrero | PSPV-PSOE |
| 2023-act. | Manuel Tomàs Calatayud   | Compromís |

## Patrimonio
- Iglesia de San Juan Bautista. Fue reedificada a principios del siglo XVIII. Es bien de relevancia local.
- Ermita del Cristo de la Fe y del monte Calvario. En las afueras está el calvario, donde se venera al Santísimo Cristo de la Fe del Monte Calvario. Es bien de relevancia local.
- Nevera de 'Dalt.
- Nevera de 'Baix. (pozos de nieve)
- Fuente de los 21 chorros (Font dels 21 xorros)
- Parque 9 de octubre
- Cruz del término
- Fuentes por el término: La Solana, Arriero, Anoueret, Pla Roda
- Acequia Morisca "Sèquia del Port"
- Museu de les Artesanies: pedra-campanes-espart situado en el antiguo lavadero

## Fiestas
- Fiestas de San Antonio Abad. El fin de semana más cercano al día 17 de enero se celebra a San Antonio Abad. El viernes es la Plantà de la hoguera y la cremà por la tarde. El sábado se realiza la bendición de animales y de panes que luego se reparten por las casas, la misa y procesión en honor al santo. El domingo es la pericana y fiesta de los borrachos.
- Medio Año Festero. El último sábado del mes de marzo se celebra el medio año festero, en donde las comparsas moras y cristianas desfilan por la calle principal del pueblo.
- Semana Santa. Procesión de palmas el Domingo de Ramos, turnos de vela al monumento el Jueves Santo, ayuno de campanas y toques de matraca, procesión del Santo Entierro el Viernes Santo, y procesión del "Colomet" donde se encuentran el Cristo Resucitado con la Virgen Milagrosa.
- Fiestas Patronales: Se celebran entre mediados y finales de septiembre. Cada día se rinde homenaje a algún santo, por ejemplo el día de San Roque (con celebraciones en la calle de San Roque), el día de San Mateo, patrón del pueblo; o el día del Cristo de la Fe y Monte Calvario (apodado "Morenet", ya que la leyenda cuenta que los franceses lo arrojaron a las llamas y no ardió), estos dos últimos días son los días centrales cargados de actos, grandes castillos de fuegos artificiales, grandes mascletadas y amenizados con grandes orquestas.
- Moros y Cristianos. Se introdujo la tradición en el año 1990. Desde entonces se celebra generalmente el segundo fin de semana del mes de septiembre, iniciándose la noche del viernes con la Nit de l'Olla (la Noche de la Olla), celebrándose el sábado por la mañana la entrada de bandas de música, y por la tarde la Entrada de Moros y Cristianos, finalizando los actos festeros el domingo por la tarde con una ofrenda de flores al patrón del pueblo, San Mateo. Las noches del viernes y sábado se celebran verbenas, tras finalizar los desfiles de las comparsas.
- La Muestra de Artesanía: Hace una decena de años que se introdujo la tradición en el pueblo de montar una pequeña feria con puestos de personas del pueblo y puestos de fuera vendiendo comida y artesanías. También hay juegos para niños. Oficialmente se llama Muestra d'Artesanía pero en el pueblo coloquialmente le llaman "La Fireta" (La feria pequeña).

## Gastronomía
- Fabiola (es un postre típico de la zona)
- Arroz con verduras
- Arroz al horno

## Municipio hermanado
- Adzaneta (Castellón)